# Магнитский, Сергей Леонидович
Серге́й Леони́дович Магни́тский (8 апреля 1972, Одесса, Украинская ССР, СССР — 16 ноября 2009, Матросская тишина) — российский аудитор, работавший в консалтинговой компании Firestone Duncan.
Заявил о существовании схем для масштабного хищения бюджетных средств через незаконный возврат налогов, организованных российскими чиновниками и силовиками. После этого был обвинён в пособничестве в уклонении от уплаты налогов и в 2008 году арестован; при этом в следствии против Магнитского участвовали ранее обвинённые им в коррупции лица. Находясь под арестом, умер в изоляторе «Матросская тишина» за семь дней до истечения одногодичного срока, в течение которого его могли законно удерживать без решения суда по существу дела.
Смерть Магнитского вызвала широкий международный резонанс и стала поводом для принятия в 2012 году в США и позднее в Канаде «Закона Магнитского», который ввёл персональные санкции в отношении лиц, ответственных за нарушение прав человека и принципа верховенства права в России. Изначально закон был направлен против лиц, которые, по данным американских властей, были причастны к смерти Магнитского. В 2019 году Европейский суд по правам человека усмотрел в действиях российских властей нарушение ряда статьей Европейской конвенции по правам человека. 6 июля 2020 года персональные санкции против лиц, причастных к смерти Магнитского, ввела Великобритания.
Российские власти выступили с осуждением принятых странами Запада мер, отрицают обвинения Магнитского и считают его самого причастным к коррупции.

## Биография
Родился 8 апреля 1972 года в Одессе в семье Леонида Максимовича и Натальи Николаевны Магнитских. Гражданин Российской Федерации, проживал в Москве. Жил и учился в средней школе номер 4 в городе Нальчик Кабардино-Балкарии, медалист. Окончил РЭА им. Г.В. Плеханова по специальности «финансы и кредит» в 1993 году.
С 1995 года работал аудитором в консалтинговой компании Firestone Duncan (ЗАО «Файерстоун Данкен»), которая была основана за два года до этого американскими адвокатами Джеймсоном Файерстоуном (англ. Jamison Firestone) и Терри Данкеном (англ. Terry Duncan) и занималась налоговым консультированием и аудитом.

### Семья
Был женат на Наталье Валерьевне Магнитской (дев. фамилия Жарикова). Сын Никита.

## Дело Hermitage Capital Management
Магнитский был руководителем отдела налогов и аудита в фирме Firestone Duncan, оказывавшей юридические услуги, в том числе и фонду Hermitage Capital Management.
4 июня 2007 года в ходе проведённых обысков следственная группа изъяла в офисах Firestone Duncan печати и учредительные документы ООО «Парфенион», ООО «Махаон» и ООО «Риленд» и некоторых других компаний, с использованием которых фонд Hermitage Capital Management работал в России.
Судебные иски о задолженности принадлежавших фонду Hermitage Capital Management оффшорных компаний Glendora ltd и Kone Holdings ltd, последовавшие в период с 15.06.2007 до 30.07.2007, привели к переходу принадлежавших им ООО «Парфенион», ООО «Махаон» и ООО «Риленд» в собственность ООО «Плутон» в зачёт долга. В период с 6.9.2007 по 20.9.2007 в ИФНС № 46 поступили данные о смене собственника и исполнительного органа компаний и были внесены изменения ЕГРЮЛ.
Захват компаний, их перерегистрация и последовавшая выплата ряда долговых обязательств позволили новым владельцам обратиться за возмещением из бюджета «излишне уплаченных» сумм налогов в размере 5,4 млрд руб. 26 ноября 2007 г. были поданы уточнённые налоговые декларации этих ООО за 2006 год, а 27 декабря 2007 г. «излишне уплаченные» суммы налога на прибыль поступили на счета ООО «Парфенион», ООО «Махаон» и ООО «Риленд».
По версии фонда, преследование Магнитского было связано с попыткой коррумпированных российских структур воспрепятствовать разоблачению совершённых ими преступлений. По данным «Новой газеты», преступная схема, которую разоблачил Магнитский, применялась не только в отношении компаний, принадлежавших фонду Hermitage Capital Management:

«В течение нескольких лет подобным образом уводились из бюджета десятки миллиардов рублей, отнимался бизнес у российских предпринимателей, а сами они отправлялись в тюрьму по сфальсифицированным обвинениям. В этой схеме были задействованы многие офицеры МВД, сотрудники прокуратуры, налоговых органов, судьи, адвокаты».

В печати распространяется версия о причастности к делу сотрудников налоговых органов. По данным экспертов Hermitage, бывший начальник московской налоговой № 28 Ольга Степанова на похищенные из бюджета деньги купила шикарный особняк в Подмосковье и недвижимость в Дубае.
В Дубае находится оформленная на её бывшего мужа, Владлена Степанова, роскошная вилла, а также четыре квартиры, записанные на него самого и ещё на двух заместителей Ольги Степановой по московской налоговой инспекции номер 28.
Плата за приобретение недвижимости производилась со счетов в швейцарском банке Credit Suisse, которые в 2011 арестованы швейцарскими следственными органами.
Позднее, в мае 2011 года, выехали из страны, как следует из представленного 28.02.2014 г. в Басманном суде рапорта ФСБ, ещё две экс-чиновницы налоговой службы Ольга Царева и Елена Анисимова. Адвокат Александр Антипов пояснил на судебном заседании, что, перед тем как уехать, Царева и Анисимова купили дорогостоящую недвижимость в Дубае (ОАЭ). Сергей Магнитский незадолго до смерти установил факты причастности Царевой и Анисимовой к хищению 5,4 млрд бюджетных средств по схеме возмещения налогов.
Журналисты «Новой газеты» предположили, что бенефициаром хищения из бюджета 5,4 млрд рублей являлся Анатолий Сердюков, бывший министр обороны, руководивший ФНС с 2004-го по 2007 год. Позднее «Новая газета» опубликовала материал, согласно которому по тем же самым схемам, которые разоблачил Сергей Магнитский, те же самые люди с 2009 по 2010 год вывели из бюджета ещё более 11 млрд рублей.

## Уголовное преследование Магнитского
4 октября 2004 года СУ МВД Калмыкии возбудило уголовное дело против директора ООО «Камея» (одной из связанных с инвестфондом Hermitage Capital Management компаний) Ивана Черкасова по подозрению в уклонении от уплаты налогов в особо крупном размере. Позднее материалы проверки из управления «К» ФСБ России поступили в управление по налоговым преступлениям (УНП) ГУВД Москвы. По материалам проверки Артём Кузнецов, бывший в то время зам. начальника 6 отдела 2 ОРЧ УНП при ГУВД Москвы, 28 мая 2007 года возбудил уголовное дело по ч. 2 статьи 199.1 УК РФ (неисполнение в личных интересах обязанностей налогового агента по исчислению, удержанию или перечислению налогов в особо крупных размерах).
4 июня 2007 года в рамках расследования уголовного дела следственной группой под управлением Павла Карпова были обысканы офисы фирмы Firestone Duncan, оказывавшей юридические услуги фонду Hermitage Capital Management, при этом были изъяты печати и учредительные документы ООО «Парфенион», ООО «Махаон», ООО «Рилэнд» и некоторых других компаний, с использованием которых Hermitage Capital Management работал в России. От следственных органов так и не поступило объяснения, почему, придя в офис Firestone Duncan с ордером на выемку документов ООО «Камея», оперативники изъяли документы ряда других фирм. Изъятые документы затем были использованы для перерегистрации «дочек» фонда на номинальных директоров. От их имени были поданы сфальсифицированные заявления в 28-ю и 25-ю налоговые инспекции Москвы о возмещении 5,4 млрд рублей налога на прибыль. Похищенные таким образом деньги были затем легализованы через российские и зарубежные банки.
Сергея Магнитского обвинили в совершении преступлений, предусмотренных ч. ч. 3, 5 ст. 33, ч. 2 ст. 199 (Организация и пособничество в уклонении от уплаты налогов с организации группой лиц по предварительному сговору в особо крупном размере) УК РФ. Официально утверждалось, что в ходе расследования «было установлено», что Магнитский разработал незаконную схему уклонения от уплаты налогов, используя зарегистрированные в Калмыкии ООО «Дальняя степь» и «Сатурн инвестментс», находившиеся под управлением фонда Hermitage Capital. Якобы в результате таких действий в бюджет Российской Федерации не поступило более 500 миллионов рублей. Главе фонда Hermitage Capital Management Уильяму Браудеру обвинение было предъявлено заочно — он не имел возможности посещать Россию, так как его виза была аннулирована в ноябре 2005 года.
Сергей Магнитский был задержан оперативниками управления по налоговым преступлениям ГУВД Москвы (подчинёнными того же Кузнецова) 24 ноября 2008 года. В тот же день Следственный комитет при прокуратуре РФ предъявил Магнитскому в рамках уголовного дела фонда Hermitage Capital Management обвинение в соучастии в уклонении от уплаты налогов с организации. 24 ноября 2008 года решением Тверского суда Москвы Сергей Магнитский был арестован, 16 ноября 2009 года он скончался в СИЗО «Матросская тишина». 30 ноября 2009 года уголовное дело по обвинению Магнитского было прекращено в связи с его смертью.
Расследование было возобновлено 9 августа 2011 года в соответствии с указанием Генпрокуратуры РФ, основываясь на постановлении Конституционного суда РФ № 16-П от 14 июля 2011 года, но затем всё-таки прекращено окончательно.
По состоянию на 2011 год вопросы, связанные с Магнитским, были рассмотрены в России по 10 отдельным уголовным делам.

## Арест
24 ноября 2008 года Магнитский был арестован по обвинению в помощи главе фонда Уильяму Браудеру в уклонении от уплаты налогов. Инициировал дело подполковник милиции Артём Кузнецов, в отношении которого проводилась проверка в департаменте собственной безопасности МВД РФ, а расследование вёл майор Павел Карпов. Согласно документам, представленным руководством компании Firestone Duncan, семья А. К. Кузнецова потратила около $3 млн в течение 3 лет, а семья П. А. Карпова более $1 млн.
Инициатором в организации преследования погибшего юриста выступил А. В. Аничин — начальник Следственного комитета при МВД РФ.
По данным коллег Магнитского, в ходе следствия он обвинил в коррупции ряд сотрудников российских силовых структур, и от него добивались отказа от этих показаний.
Магнитский давал показания в качестве свидетеля по уже открытому делу по факту незаконного возврата налогов ООО «Парфенон», ООО «Махаон» и ООО «Риленд», заявителем по которому являлась Старова Р. М. В своих показаниях Магнитский лишь повторил то, что писал директор Фонда Hermitage Capital Management Грант Фельгенхауэр в письме в совет по противодействию коррупции при Президенте РФ от 28 мая 2008 г., а позже Пол Ренч в Заявлении в порядке ст.141 УПК РФ о хищении бюджетных средств от 23 июля 2008 года.
Начиная с момента задержания, Магнитского допрашивали в общей сложности четыре или пять раз. Никаких иных следственных действий с ним не проводили. С. Магнитский себя называл заложником. В суде он сказал: «Ваша честь, меня фактически взяли в заложники. Моя персона мало кого интересует, всех интересует персона главы Hermitage».
Следователь неоднократно интересовался, не готов ли Магнитский выйти на особый порядок судебного разбирательства, когда подозреваемый добровольно признаёт себя виновным. Магнитского дважды знакомили с новой главой УПК РФ о сделке со следствием, сразу после того как она начала действовать в августе 2009 (неоднократно знакомят с положениями данной главы УПК РФ о сделке со следствием всех обвиняемых, проходящих по другим уголовным делам, равно как и предлагают всем обвиняемым особый порядок судебного разбирательства, в случае признания ими вины).
14 июля 2009 года в СИЗО «Матросская тишина» Магнитскому после ультразвукового исследования поставили диагноз «калькулёзный холецистит» (камни в жёлчном пузыре) и назначили плановое лечение с повторным обследованием. 25 июля Магнитского перевели в Бутырскую тюрьму, как объяснили адвокатам, по причине ремонта в «Матросской тишине».
26 августа 2009 г. от адвокатов Магнитского поступило ходатайство, датированное 19 августа 2009 г., в котором они просили следователя обратиться к начальнику ФБУ ИЗ-77/2 УФСИН с заявлением о проведении Магнитскому контрольного ультразвукового исследования брюшной полости. При подготовке ходатайства адвокатами не были учтены положения[какие?] УПК и ФЗ от 15 июля 1995 г. «О содержании под стражей подозреваемых, обвиняемых в совершении преступлений». 31 августа следователем следственного комитета МВД Сильченко О. Ф. было принято Постановление об отказе в удовлетворении ходатайства, в котором разъясняется, что следствие не обязано ходатайствовать о предоставлении медицинской помощи содержащемуся под стражей Магнитскому С. Л., поскольку обращения следователя для проведения последнему контрольного ультразвукового исследования брюшной полости не требуется:

Довожу до Вашего сведения, что Ваше ходатайство от 19 августа 2009 г. … в защиту интересов обвиняемого Магнитского С. Л., в котором Вы просите следователя обратиться к начальнику ФБУ ИЗ-77/2 УФСИН России по г. Москве с заявлением об обеспечении проведения контрольного ультразвукового исследования (УЗИ) брюшной полости содержащегося под стражей обвиняемого Магнитского С. Л. … рассмотрено и 31 августа 2009 г. вынесено постановление о полном отказе в его удовлетворении… Действующее законодательство не возлагает на следователя обязанность контролировать состояние здоровья содержащихся под стражей подозреваемых, обвиняемых, и ссылка адвокатов Харитонова Д. В. и Орешниковой Е. А., на ст.11 УПК Российской Федерации в данном случае является неправомерной.
В соответствии с вышеприведенными законоположениями защитники содержащегося под стражей обвиняемого Магнитского С. Л. либо обвиняемый самостоятельно вправе обратиться за медицинской помощью по месту содержания под стражей, а также ходатайствовать о медицинском освидетельствовании работниками других медицинских учреждений и о предоставлении дополнительных платных медицинских услуг.
Таким образом, ходатайство адвокатов Харитонова Д. В. и Орешниковой Е. А. удовлетворению не подлежит, поскольку обращения следователя к начальнику ФБУ И3-77/2 УФСИН России по г. Москве, где содержится под стражей обвиняемый Магнитский С. Л., для проведения последнему контрольного ультразвукового исследования брюшной полости не требуется.
— Постановление о полном отказе в удовлетворении ходатайства. от 31 авг. 2009г
Указанные обстоятельства противоречат появившимся в печати утверждениям о том, что

… следователь СК МВД Сильченко, несмотря на предписания врачей СИЗО, цинично отказал в просьбе адвокатов о предоставлении медицинской помощи Сергею Магнитскому"
— Law and Order in Russia

### Гибель в тюрьме

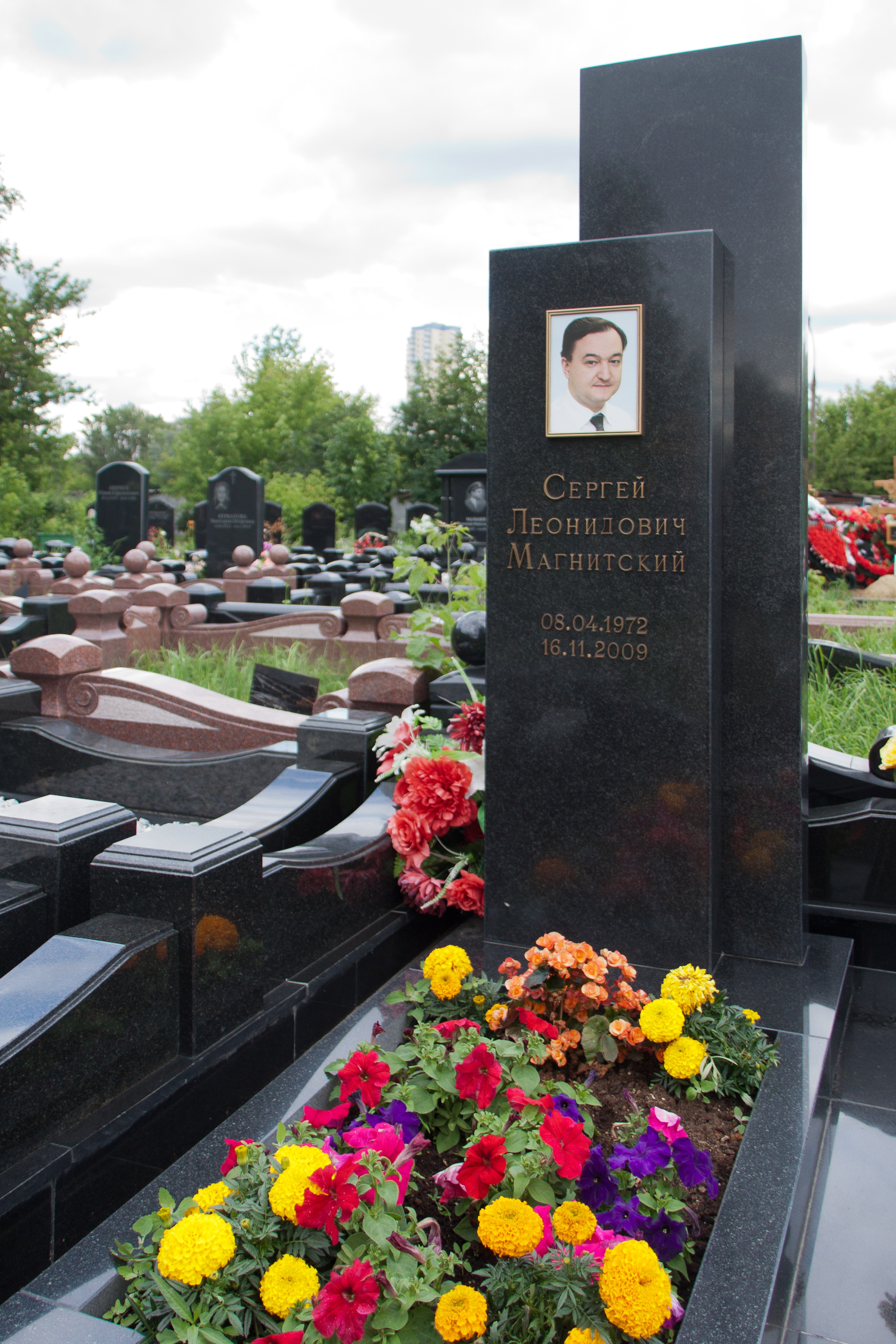
Могила Сергея Магнитского на Преображенском кладбище в Москве

16 ноября 2009 года после 11 месяцев предварительного заключения Магнитский скончался в больнице следственного изолятора.
Сначала администрация СИЗО сообщила, что причиной его смерти послужил панкреонекроз, но позднее они изменили эту версию и стали утверждать, что причина смерти — острая сердечно-сосудистая недостаточность. В проведении повторного судебно-медицинского обследования по просьбе родственников, направленной в прокуратуру Преображенского района Москвы, было отказано.
В акте о смерти, подписанном 16 ноября врачами больницы «Матросской тишины», сказано, что Магнитский умер от токсического шока и острой сердечной недостаточности. В графе «диагноз» указан острый панкреатит и закрытая черепно-мозговая травма. В 2011 году, когда представитель СИЗО «Матросская тишина» представлял акт в Тверской суд, информации про закрытую черепно-мозговую травму в диагнозе уже не было.
По утверждению адвокатов, смерть Магнитского стала следствием отказа администрации СИЗО предоставить подследственному необходимую медицинскую помощь.
Дальнейшее расследование показало, что смерти Магнитского предшествовало его конвоирование в отдельную камеру восемью конвоирами для диагностики «психологической неадекватности» вследствие его периодических жалоб на плохие условия содержания, неоказание медпомощи и угрозу жизни (всего около 100 жалоб). Прибывшая бригада скорой помощи констатировала смерть не сразу.
- 7 июня 2012 года международная организация «Врачи за права человека» заявила, что следствие уничтожает образцы органов Магнитского с целью сокрытия следов преступления и намеренно выгораживает людей, причастных к его гибели[33]. В заявлении говорится:

Российские власти целенаправленно занимаются укрывательством причин смерти Сергея Магнитского, продолжая саботировать любые попытки провести действенное расследование обстоятельств его гибели
— Русская служба Би-Би-Си (7 июня 2012)
По мнению организации, действия российских следователей противоречат общепринятым международным нормам судопроизводства. Директор международных программ судебно-медицинских экспертиз организации Стефан Шмит заявил:

В этом деле обнаруживаются все новые свидетельства применения пыток и умышленной профессиональной медицинской халатности. С момента гибели Магнитского прошло уже два с половиной года, однако, виновные в его аресте, приведшем к его гибели, так и не привлечены к уголовной ответственности.
— Русская служба Би-Би-Си (7 июня 2012)

### Судебные слушания (2013)
11 марта состоялось первое судебное заседание в рамках уголовного дела против покойного Сергея Магнитского и его работодателя Уильяма Браудера.
Судебное разбирательство было отложено Тверским судом Москвы до 22 марта. Судебный процесс над покойным Магнитским является[нужна атрибуция мнения] противозаконным и нарушает решение Конституционного суда (мёртвых можно судить только при запросе их родственников или для реабилитации подсудимого). Противозаконность также подтверждают адвокаты Магнитского, а его мать оценивает процесс в Тверском суде как «надругательство над памятью сына».

## Реакция на смерть

### Конец 2009 года
23 ноября на встрече с Президентом РФ Д. А. Медведевым в Кремле председатель Совета при Президенте Российской Федерации по содействию развитию институтов гражданского общества и правам человека Элла Памфилова сообщила о смерти Магнитского в СИЗО и назвала такую кончину представителей российского бизнеса «профессиональной смертью в СИЗО».
Д. А. Медведев поручил генеральному прокурору РФ Юрию Чайке и министру юстиции РФ Александру Коновалову разобраться в причинах смерти в СИЗО, и доложить о медицинской помощи в СИЗО.
Мать умершего обвинила в смерти руководство СИЗО. Глава компании Hermitage Capital Уильям Браудер в интервью Би-би-си высказался так: «…он оказался заложником и его убили».
20 ноября с соболезнованиями семье и коллегам Сергея Магнитского выступил Михаил Ходорковский. Он, в частности, написал: «Ситуация, когда свобода, здоровье и жизнь человека становятся предметом спекуляции со стороны следователя, прокурора, суда, недопустима. Поддержка недопустимого поведения следователя практическими действиями сотрудников службы исполнения наказаний недопустима вдвойне».
24 ноября 2009 года Генеральная прокуратура РФ (СКП) по Москве возбудила уголовное дело по двум статьям УК по этому случаю: ч.2 ст.124 (неоказание медицинской помощи) и ст.293 (халатность).
Родные не получили все вещи умершего.
Реакцию Президента России Д. А. Медведева по делу о смерти Магнитского отметил комиссар Совета Европы по правам человека Томас Хаммарберг.
С 20 по 27 ноября «Новая газета» в номерах 129, 130, 131 и 132 опубликовала дневники Сергея Магнитского.
26 ноября в Общественной палате РФ прошли слушания по обстоятельствам смерти Сергея Магнитского. Замдиректора ФСИН Александр Смирнов частично признал вину ведомства в случившемся.
2 декабря Мосгорсуд отменил два постановления Тверского районного суда о продлении ареста Магнитского (19 января, 12 ноября, судья Елена Сташина) и прекратил производство по жалобам на следственные действия в связи со смертью подследственного.
9 декабря Общество юристов Англии и Уэльса направило президенту России письмо с призывом провести полное расследование заявлений Магнитского о неправомерных действиях российских правоохранителей.
10 декабря Председатель Мосгорсуда Ольга Егорова поддержала решение Тверского районного суда в отношении Магнитского.
11 декабря фонд Hermitage Capital опроверг утверждения Ольги Егоровой (со ссылкой на британское посольство в Москве) о том, что Магнитский пытался скрыться от следствия в Британии.

### 2010 год
16 апреля 2010 года американский сенатор, возглавляющий Комиссию США по безопасности и сотрудничеству в Европе, Бенджамин Кардин направил официальное письмо на имя государственного секретаря США Х. Клинтон с призывом отменить визы на въезд в США, выданные шестидесяти высокопоставленным должностным лицам российских правоохранительных органов, и ввести бессрочный запрет на их получение всем лицам, замешанным в преступлении, раскрытом С. Магнитским, а также их иждивенцам и членам их семей. Кардин заявил, что «визовые санкции станут важным сигналом для коррумпированных чиновников в России и во всём мире, свидетельствующим о том, что США настроены серьёзно бороться с зарубежной коррупцией». По мнению Кардина, «сделав это, мы в какой-то мере восстановим справедливость в отношении покойного Магнитского и его ныне здравствующей семьи».
28 мая Советник Президента США по национальной безопасности Майкл Макфол встретился в Москве с Натальей Магнитской и передал личные соболезнования от президента США Барака Обамы.
30 июня Следственный комитет при прокуратуре РФ отказался привлечь к уголовной ответственности сотрудников МВД, которые вели дело С. Л. Магнитского.
1 июля СКП отменил отказ в возбуждении уголовного дела.
30 августа — базирующаяся в Лондоне организация World-Check, которая предоставляет услуги оценки рисков и составляет списки, которые используют ведущие банки мира для борьбы с отмыванием денежных средств, включила в эти списки имена 60 российских чиновников, причастных к гибели С. Л. Магнитского.
6 сентября — глава Следственного комитета при прокуратуре (СКП) России Александр Бастрыкин заявил, что смерть Магнитского не связана с деятельностью следователей, а уголовное преследование против него велось законно.
7 сентября — Фонд Hermitage Capital выразил возмущение заявлением главы СКП. Глава компании Уильям Браудер заявил:
Неспособность или нежелание господина Бастрыкина прочитать заявления и жалобы Сергея Магнитского, вызвавшие человеческий отклик во всем мире, вызывают глубокое сожаление. Складывается впечатление, что чиновники, которым было поручено расследовать убийство Магнитского, слепы и глухи в нравственном плане
29 сентября в Конгресс США был внесён законопроект о запрете въезда в США лицам, предположительно причастным к коррупции по делу Hermitage Capital и смерти С. Л. Магнитского (См. Список Кардина).
23 ноября 2010 Комитет Европарламента единогласно одобрил поправки к ежегодному докладу о правах человека. Поправки призывают страны ЕС принять санкции в отношении шестидесяти российских чиновников, причастных к делу Магнитского. Рекомендуемые санкции включают запрет на въезд в страны Евросоюза, а также арест банковских счетов и иных активов этих чиновников. Представители Европарламента пояснили, что речь идет лишь о рекомендациях, не имеющих юридической силы. МИД и Госдума России выступили с заявлениями, осуждающими поправки как вмешательство в дела российского правосудия.
9 декабря 2010 года подкомитет парламента Канады по правам человека также призвал ввести финансовые и визовые санкции по отношению к чиновникам, причастным к делу Магнитского. МИД России назвал это давлением на следствие и вмешательством во внутренние дела РФ.
16 декабря 2010 года Европейский парламент проголосовал за резолюцию, призывающую запретить въезд в страны ЕС российским должностным лицам, имеющим отношение к делу Сергея Магнитского. Резолюция не имеет обязательной силы, но рекомендует правительствам стран ЕС изучить возможность визовых и финансовых санкций против лиц, упомянутых в документах, связанных с делом Магнитского (См. Список Кардина).
Помимо запрета на въезд, Европарламент предлагает правоохранительным органам стран ЕС заморозить активы причастных к делу Магнитского российских должностных лиц на своей территории. Председатель подкомитета Европарламента по правам человека Хейди Хаутала так прокомментировала результат голосования:

Этим голосованием Европейский парламент призывает восстановить справедливость по отношению к невиновному человеку, умершему в тюрьме. Его смерть выходит за все границы. Наступает момент, когда возможности молчать не остается.

Хейди Хаутала также сообщила, что депутаты российской Госдумы усиленно лоббировали против принятия резолюции Европарламента, но отметила, что эта мера получила поддержку среди многих оппозиционных политиков в России.

### 2011 год
20 апреля — Файерстоун подал заявление в Следственный комитет России о проверке сведений о причастности Ольги Степановой и других должностных лиц налоговой инспекции номер 28 к незаконным возвратам налогов и обогащении членов их семей.
5 июля На заседании Совета по развитию гражданского общества и правам человека, проходившего под председательством президента РФ Медведева, с сообщением по делу Магнитского выступила М. Полякова.

Доклад президентского Совета по правам человека по делу Магнитского был передан президенту Медведеву. Медведев передаст доклад правоохранителям.
26 июля — Госдепартамент США до принятия соответствующего законопроекта ввел визовые ограничения в отношении нескольких десятков российских чиновников, имеющих отношение к делу Магнитского.
28 июля — МИД России выступил с жестким ответным заявлением на решение Госдепартамента США от 26 июля. По словам пресс-секретаря Президента РФ Натальи Тимаковой, Дмитрий Медведев дал поручение МИД России подготовить аналогичные меры в отношении американских граждан.
16 ноября — Государственный департамент США выступил с призывом привлечь к ответу всех ответственных за «несправедливое заключение и преступную кончину» Сергея Магнитского. В официальном заявлении, в частности, говорится:

«Несмотря на широко известные доказательства преступного поведения в деле Магнитского, российские власти не смогли привлечь к ответственности виновных. […] Однако мы продолжим призывать к тому, чтобы все ответственные за несправедливое заключение и преступную кончину Магнитского были привлечены к ответу. Мы продолжим поддерживать усилия тех лиц в России, которые пытаются привлечь всех их к суду».

24 ноября — Следственный департамент МВД России сообщил, что срок следствия по уголовному делу скончавшегося два года назад в московском СИЗО Сергея Магнитского продлён.
8 декабря — В следственном департаменте МВД РФ заявили, что доклад фонда Hermitage по итогам собственного расследования гибели Сергея Магнитского не соответствует действительности. Также следственный департамент МВД РФ заявил, что причина гибели в СИЗО аудитора фонда Hermitage Сергея Магнитского не связана с травмами на его теле, обнаруженными судебно-медицинскими экспертами. Обвинение по делу о смерти Магнитского было предъявлено его лечащему врачу Ларисе Литвиновой и её непосредственному начальнику Дмитрию Кратову.

### 2012 год
27 февраля — член британского парламента Доминик Рааб объявил о намерении внести в Палату общин проект закона аналогичного «списку Магнитского». Проект предполагает отказ в получении виз и замораживание активов в Великобритании официальных лиц, ответственных за пытки, внесудебную расправу или другие серьёзные нарушения человеческих прав, или же принимавших участие в сокрытии таких злодеяний. В своем сообщении для прессы парламентарий заявил:

«Закон не положит конец безнаказанности. Однако он выразит решимость Британии не закрывать глаза на огромные нарушения самых фундаментальных человеческих прав. Те, кто прибегает к пыткам и убийствам с целью заткнуть голос свободы, не должны иметь возможности покупать недвижимость в Челси или прилетать на рождественские распродажи на Кингз-роуд так, как будто бы ничего не случилось»

7 марта — Палата общин британского парламента единогласно призвала правительство Великобритании выступить с законопроектом, запрещающим въезд в страну чиновникам, которые были причастны к смерти Сергея Магнитского. Парламентарии также потребовали заморозить счета в британских банках тех высокопоставленных служащих, которые были вовлечены в задержание, пытки и смерть российского юриста, а также участвовали в попытках скрыть юридическую ответственность или совершили акты мошенничества, раскрытые Сергеем Магнитским. Посол России в Великобритании, А. В. Яковенко, обратился в Палату общин с письмом, в котором попытался остановить дебаты, но данное действие не принесло желаемого результата.
6 апреля — Международная правозащитная организация Amnesty International потребовала прекратить посмертное уголовное преследование Сергея Магнитского.
Июль — Парламентская ассамблея ОБСЕ приняла резолюцию «Законность в России: дело Сергея Магнитского».
20 ноября — «закон Магнитского» принят Палатой представителей конгресса США, 6 декабря — подавляющим числом голосов принят Сенатом США, 14 декабря — подписан Президентом США Б. Обамой и вступил в законную силу. Закон вводит санкции в отношении российских граждан, предположительно причастных к смерти Сергея Магнитского: визовые ограничения на въезд в США и санкции в отношении их финансовых активов в банках США.
28 декабря — Тверской суд Москвы оправдал бывшего заместителя начальника Бутырской тюрьмы, врача Д. Кратова, обвинявшегося в халатности, вызвавшей, по неосторожности, смерть Магнитского. Оправдания во время судебных прений потребовало государственное обвинение. Ранее по тому же делу проходила врач «Бутырки» Лариса Литвинова, но весной 2012 года Следственный комитет прекратил её уголовное преследование из-за истечения срока давности.

### 2013 год
4 января  — британская Financial Times в своей редакционной статье призвала к распространению «закона Магнитского» на страны ЕС. Газета призывает к замораживанию активов и запрету на въезд на территорию Евросоюза для российских чиновников, причастных к смерти Магнитского.
19 января, выступая на концерте в память Владимира Высоцкого, Юрий Норштейн заявил, что «Путин сказал, что Магнитский от сердечной недостаточности, Я думаю, что он умер от сердечной недостаточности и Путина, и начальника тюрьмы и [неразборчиво]…».
4 сентября — Комитет по юридическим вопросам и правам человека Парламентской Ассамблеи Совета Европы одобрил доклад по делу Магнитского. Одобрена и резолюция по докладу, по которой в январе 2014 года пройдет голосование на очередной сессии ПАСЕ.

### 2014 год
28 января — ПАСЕ приняла резолюцию по делу Магнитского, призывающую парламенты стран-участниц принять закон Магнитского в случае, если российские власти в ближайшее время не заставят понести ответственность всех, причастных к смерти Сергея Магнитского.

### 2017 год
21 февраля Палата общин Великобритании приняла «поправку Магнитского», позволяющую властям страны замораживать активы иностранных граждан, нарушающих права человека в любой точке мира. Текст поправки предоставила глава МВД Великобритании Эмбер Радд и внесли в парламент 50 депутатов из 8 политических партий. Поправка была принята единогласно.
19 октября «закон Магнитского» был принят в Канаде.

### 2019 год
27 августа Европейский суд по правам человека вынес постановление по жалобе Магнитского, его вдовы и матери, усмотрев в действиях властей нарушения ряда статьей Европейской конвенции о правах человека.

### 2020 год
6 июля Великобритания ввела персональные санкции против 47 граждан, среди которых 25 россиян. В список вошли те, кого Великобритания считает причастными к смерти Сергея Магнитского.

### 2022 год
14 декабря 2022 года власти Испании арестовали на Канарских островах подозреваемого по делу Магнитского. Согласно информации опубликованной Европолом, подозреваемый был организатором группировки, выведшей из Российского бюджета 230 млн долларов. По мнению Уильяма Браудера, который руководит Hermitage Capital, Магнитского убили после раскрытия схемы вывода 230 млн долларов.
Испанское ведомство также уточнило, что в рамках дела Магнитского было арестовано 75 объектов недвижимости стоимостью 25 млн евро.

## Отставки российских чиновников
- 11 декабря 2009 года 20 высших руководителей ФСИН и 16 тюремных начальников отправлены в отставку, в том числе глава УФСИН по Москве Давыдов (указ Президента России от 4 декабря 2009 года) и начальник Бутырского следственного изолятора. [источник не указан 3273 дня]
- 11 декабря 2009 года Указом Президента РФ (опубликован 15 декабря на сайте Президента) освобождён от занимаемой должности глава управления по борьбе с налоговыми преступлениями ГУВД Москвы генерал Анатолий Михалкин, при котором началось уголовное преследование Магнитского. [источник не указан 3273 дня]
- 29 декабря 2009 года стало известно, что Д. А. Медведев освободил от занимаемой должности заместителя директора ФСИН генерал-лейтенанта Александра Пискунова[97].
- 11 июня 2011 года президент РФ отстранил А. В. Аничина от должности заместителя министра внутренних дел Российской Федерации — начальника Следственного комитета при Министерстве внутренних дел Российской Федерации[98].

## Дело о клевете в отношении следователя Кузнецова
15 октября 2010 года московская милиция возбудила уголовное дело против компании Hermitage Capital по обвинению в клевете на следователя А. К. Кузнецова, которого инвестиционный фонд обвиняет в причастности к смерти Сергея Магнитского.
Представители Hermitage Capital назвали заявление Кузнецова «наглой попыткой признать себя жертвой своего собственного преступления, а на погибшего Сергея Магнитского ещё и возложить ответственность за клевету». Кузнецов просил привлечь к ответственности за клевету тех, кто обвиняет его в причастности к смерти аудитора Hermitage Capital.

## Дело о клевете в отношении следователя Карпова
Бывший следователь Главного следственного управления ГУВД Москвы Павел Карпов подал иск против Уильяма Браудера в Высоком суде Лондона с требованием возмещения нанесенного ему ущерба. Адвокат Браудера заявил в суде, что располагает доказательствами того, что предыдущие судебные иски о клевете, поданные Карповым против Браудера в России, были делом рук Кремля, и что есть основания полагать, что то же самое происходит и в этом деле. Британский суд отказался рассматривать иск. Судья отметил по существу дела:
«s 129. На мой взгляд, данные [представленные Ответчиками — Браудером и Файерстоуном] являются недостаточными для обоснования обвинения, что Истец [Карпов] был первичным или вторичным участником пыток Сергея Магнитского и убийства и что он будет продолжать совершать или „причинять“ убийства, как признано в § 60 Позиции Ответчиков. Ответчики не приблизились и близко к заявленным фактам, которые, если бы были доказаны, оправдывали бы сделанные клеветнические заявления».
Бывший следователь Павел Карпов после передачи Россия-1 обратился в СКР с просьбой проверить факты о причастности Браудера к гибели Магнитского, сообщение СКР от 14 апреля 2016 года.
17 мая 2016 года временно исполняющий обязанности начальника отдела дознания возбудил уголовное дело в отношении Алексея Навального о клевете в адрес Карпова. По мнению заявителя, Навальный неоднократно публиковал в своем блоге порочащие честь и достоинство полицейского материалы. В частности, речь идет о четырёх интернет-видео, где Карпов обвинялся в совершении тяжких и особо тяжких преступлений, в том числе убийстве Сергея Магнитского.

## Награды
В 2010 году международная неправительственная организация по борьбе с коррупцией Transparency International посмертно удостоила С. Л. Магнитского награды «За честь и достоинство» (Integrity Award). Как отмечается в заявлении Transparency International, награждая посмертно Сергея Магнитского, организация отдает дань памяти человеку, который до последнего вздоха отстаивал правду, честь и человеческое достоинство.
Председатель комитета премии «За честь и достоинство» Сион Ассидон сказал:

Сергей верил в закон и справедливость и погиб, самоотверженно их отстаивая в неравной схватке с масштабной коррупцией в российских правоохранительных органах. Приверженность господина Магнитского принципам открытости и прозрачности государственной власти была в полной мере проявлена в его решительной борьбе с произволом властей. 

Его необыкновенное мужество и неослабевающая воля перед лицом тяжелых испытаний придают силы всем нам, она послужит примером для других борцов за справедливость.

## Память

### Годовщина смерти
Годовщина смерти Магнитского 16 ноября 2010 года была отмечена российской и мировой общественностью:
- Русская служба Би-би-си дала развернутый репортаж о ходе расследования дела Hermitage Capital[108].
- В парламентах Евросоюза, Великобритании, США, Канады, Эстонии и Германии был показан документальный фильм[109] о деле Магнитского[110].
- Правозащитники предложили провести независимое парламентское расследование обстоятельств гибели Магнитского. На пресс-конференции, посвященной делу Магнитского, руководитель центра антикоррупционных исследований и инициатив «Транспэренси Интернэшнл Россия», Елена Панфилова, сказала[110]:

Нам нужен в этой ситуации третейский судья. Также можно провести независимое расследование, как принято во всем мире, которое прекрасно работает именно в случае резонансных дел

- Британский еженедельник The Economist в статье, посвященной годовщине смерти С. Л. Магнитского, написал:

Год спустя, его смерть стала символом уму непостижимой коррупции и беззакония, царящих в российской системе и неспособности или нежелания Кремля изменить это.
Оригинальный текст (англ.)
A year later, his death has become a symbol of the mind-boggling corruption and injustice perpetrated by the Russian system, and the inability (or unwillingness) of the Kremlin to change it

### В произведениях искусства

Постер документальной ленты о Сергее Магнитском

- О Сергее Магнитском спустя год после смерти был снят документальный фильм «Справедливость для Сергея»[111]. Режиссёры: Ганс Германс и Мартин Маат. Студия: ICU Documentaries, Нидерланды. Фильм был показан 30 марта 2012 года в Петербурге на кинофестивале «Открой глаза!»[112].

- В 2016 году по заказу немецко-французского телеканала Arte режиссёр Андрей Некрасов снял документальный фильм «Акт Магнитского»[113][114]. Уильям Браудер подверг фильм жесткой критике и выступил против его показа в Европарламенте[115].
- О Магнитском была написана документальная пьеса «Час Восемнадцать», её автор — Елена Гремина использовала для создания пьесы дневники и письма Магнитского. Режиссёр Михаил Угаров (Театр.doc) создал по пьесе спектакль о последних минутах жизни Магнитского[116]; премьера состоялась в ноябре 2010 года в Москве[117][118].
- Список Магнитского упоминается в музыкальной композиции «Сиськи» группы «Ленинград».
- Делом Магнитского вдохновлён совместный трек «Как есть» Гуфа и Басты. В композиции сэмплируется документальный фильм «Эрмитаж».

### Увековечение памяти
В 2013 году мэр Лондона Борис Джонсон в своей статье в Daily Telegraph назвал Магнитского «мучеником, растоптанным коррумпированной системой». Джонсон высказался за то, чтобы присвоить одному из лондонских зданий имя Сергея Магнитского, как было сделано в случае с академиком Сахаровым и Нельсоном Манделой.
Премия имени Магнитского
Премия в области защиты прав человека имени Сергея Магнитского. Учреждена бизнесменом Биллом Браудером, главой инвестиционного фонда Hermitage.

### Комментарии
1. ↑  По мнению британского правительства